# Jonas Bergsten
Per Jonas Bergsten, född 5 juni 1982 och uppvuxen i Rickleå, är en svensk artist och låtskrivare.
Bergsten solodebuterade 2015 med albumet "Ska Vinna En Miljon Inatt" på Woah Dad!. Låten "Ingen av oss är väl hård på riktigt" från albumet utsågs till veckans låt av Sveriges Radio P3 . Uppföljaren "Varm vidrig sommar" släpptes 2019 på eget bolag, på albumet återfinns låten "Minnet kanske väljer bort det dåliga" som är en duett med Annika Norlin. 
2020 inledde Bergsten ett samarbete med skivbolaget Gaphals som släpper hans tredje album hösten 2020. Singeln "Våren (Våra Små Smutsiga Hjärtan)” släpptes 3 juli 2020 på Gaphals.
Han har också varit frontman i Umeåbandet Anna Leong samt spelat med Tiger Forest Cat och INVSN.
Bergsten medverkar 2017 på singeln Istid av bandet Honungsvägen, i en duett med Kicki Karlsson.

## Diskografi
Studioalbum
- 2015 - Ska Vinna En Miljon Inatt
- 2019 - Varm vidrig sommar

EP
- 2015 - Ingen av oss är väl hård på riktigt
- 2016 - S/T

Singlar
- 2014 - Släpp Mig Aldrig
- 2015 - Snutansikte
- 2015 - Till F var du än går
- 2016 - Jimmie Jimmie Jimmie
- 2018 - Den tvåtusenartonde sommaren
- 2018 - Minnet kanske väljer bort det dåliga
- 2020 - Kontraktsdag
- 2020 - Våren (Våra Små Smutsiga Hjärtan)